# Veliki Kal, Ivančna Gorica
Veliki Kal je naselje v Občini Ivančna Gorica.